# Pokrovnik
Pokrovnik je naselje u sastavu Grada Drniša, u Šibensko-kninskoj županiji. Nalazi se oko 14 kilometara jugozapadno od Drniša.

## Povijest
Nakon desetljeća iskapanja arheolozi su utvrili da su stari stanovnici Pokrovnika još prije 8 tisuća godina sijali žitarice i uzgajali stoku. Iskapanja su počela 1979., no ključni iskopi 2006. godine na lokaciji Copići njive 50-ak metara od kuća u samom Pokrovniku otvorile su 4 sonde i istražili oko 120 m2. Marko Menđušić zajedno s mnogim stručnjacima iz SAD-a i Ujedinjenog Kraljevstva na dubini nešto većoj od 30 cm pronašao kipić žene bez glave i ruku, ali je tako lijepo oblikovana da na kipiću je i formirana pregača. Osim toga nalazile su se žitarice i kosti životinja, a uz to i temelji kuća koji su rađeni od kamena.
U Pokrovniku se nalazi i izvor pitke vode, a naziva se Pećina

## Stanovništvo
Prema popisu iz 2011. naselje je imalo 220 stanovnika.
| broj stanovnika | 220   | 244   | 270   | 320   | 392   | 420   | 390   | 468   | 444   | 497   | 477   | 472   | 381   | 357   | 256   | 220   | 190   |
|                 | 1857. | 1869. | 1880. | 1890. | 1900. | 1910. | 1921. | 1931. | 1948. | 1953. | 1961. | 1971. | 1981. | 1991. | 2001. | 2011. | 2021. |